# Jørgen Jalland
Jørgen Gunnar Jalland (Horten, 9 settembre 1977) è un ex calciatore, ex giocatore di calcio a 5 e giocatore di beach soccer norvegese, di ruolo centrocampista.

## Carriera

### Club

#### Gli inizi
Jalland ha giocato per il Teie. Nel 1994 è passato all'Ørn, in 2. divisjon. Ha esordito con questa maglia l'11 giugno dello stesso anno, in una sfida di campionato contro il Runar, all'età di 16 anni e 272 giorni. Al termine della stagione, la squadra ha cambiato il proprio nome in Ørn-Horten. Jalland è rimasto in squadra fino al termine del campionato 1999.

#### Il Sandefjord e la parentesi all'Ørn-Horten
Nel 2000, Jalland è passato al Sandefjord, in 1. divisjon. Ha debuttato in squadra in data 30 aprile, quando è stato schierato titolare nella sconfitta casalinga per 0-2 contro il Lyn Oslo. Il 7 maggio ha trovato la prima rete, nella vittoria interna per 3-0 sull'Eik-Tønsberg.
Nel 2001 ha fatto ritorno all'Ørn-Horten, nel frattempo approdato in 1. divisjon. Nel 2002 è tornato al Sandefjord, dove è rimasto per due stagioni e da cui si è congedato con 66 presenze e 22 reti in campionato.

#### Vålerenga
Ad agosto 2003, Jalland si è trasferito al Vålerenga, in Eliteserien. Ha debuttato nella massima divisione in data 1º settembre, vendendo schierato titolare nel pareggio a reti inviolate contro il Lillestrøm. Il 24 settembre ha esordito nelle competizioni europee per club: ha sostituito Tommy Edvardsen nel pareggio per 0-0 contro il Grazer AK.
Il 13 aprile 2004 ha segnato il primo gol con questa maglia, sancendo il successo per 1-0 sul Bodø/Glimt. È rimasto al Vålerenga fino al termine della stagione, totalizzando 42 apparizioni e 2 reti, tra tutte le competizioni.

#### Rubin Kazan'
A gennaio 2005, Jalland è stato ingaggiato dai russi del Rubin Kazan', a cui si è legato con un contratto triennale. Ha debuttato in Prem'er-Liga il 13 marzo, schierato dal primo minuto nel pareggio per 0-0 maturato sul campo del Saturn. Il 6 novembre ha trovato la prima rete, nella vittoria per 5-1 sulla Torpedo Mosca. È rimasto in squadra per un biennio.

#### Nuovamente al Vålerenga
A febbraio 2007, Jalland ha fatto ritorno al Vålerenga, a cui si è legato con un accordo triennale. È tornato a calcare i campi dell'Eliteserien in data 15 aprile, sostituendo Freddy dos Santos nel pareggio casalingo per 1-1 contro lo Stabæk.
A gennaio 2008, Jalland ha subito un infortunio che lo avrebbe tenuto fermo per almeno sei settimane. Nel corso di quest'annata, ha avuto diversi problemi fisici e l'allenatore Martin Andresen lo ha impiegato raramente, concedendogli 23 minuti di gioco in tutto il campionato.

#### HamKam
Il 24 marzo 2009 è stato ufficializzato il suo accordo con lo HamKam, in 1. divisjon. Il primo match in squadra lo ha giocato il 5 aprile, nella sconfitta per 3-2 sul campo del Kongsvinger. Ha totalizzato 21 presenze in campionato in questa stagione, senza segnare alcuna rete.

#### Il ritorno nelle serie minori
Il 27 marzo 2010 è tornato ancora una volta all'Ørn-Horten, in 2. divisjon.
Ha giocato nella Futsal Eliteserie 2012-2013 con la maglia dell'Horten: i campionati di calcio a 5 norvegesi, infatti, iniziano al termine delle stagioni calcistiche ed il loro calendario rende quindi compatibile la militanza in entrambi. L'Horten ha chiuso l'annata al 7º posto.
Al termine del campionato 2012, l'Ørn-Horten è retrocesso in 3. divisjon. A seguito di questo risultato, Jalland ha ricoperto l'incarico di allenatore-giocatore della squadra, che ha condotto alla promozione alla fine del campionato 2013. Alla fine del campionato 2014, ha lasciato l'Ørn Horten, limitandosi a giocare per la squadra riserve nell'annata seguente.
Nel 2016 è passato al Fremad Famagusta, in 4. divisjon.

## Statistiche

### Presenze e reti nei club
Statistiche aggiornate al 13 dicembre 2017.
| Stagione            | Club                | Campionato          | Campionato | Campionato | Coppe nazionali | Coppe nazionali | Coppe nazionali | Coppe continentali | Coppe continentali | Coppe continentali | Supercoppe | Supercoppe | Supercoppe | Totale | Totale |
| Stagione            | Club                | Comp                | Pres       | Reti       | Comp            | Pres            | Reti            | Comp               | Pres               | Reti               | Comp       | Pres       | Reti       | Pres   | Reti   |
| ------------------- | ------------------- | ------------------- | ---------- | ---------- | --------------- | --------------- | --------------- | ------------------ | ------------------ | ------------------ | ---------- | ---------- | ---------- | ------ | ------ |
| 1994                | Ørn-Horten          | 2D                  | ?          | ?          | CN              | ?               | ?               | -                  | -                  | -                  | -          | -          | -          | ?      | ?      |
| 1995                | Ørn-Horten          | 2D                  | ?          | ?          | CN              | ?               | ?               | -                  | -                  | -                  | -          | -          | -          | ?      | ?      |
| 1996                | Ørn-Horten          | 2D                  | ?          | ?          | CN              | ?               | ?               | -                  | -                  | -                  | -          | -          | -          | ?      | ?      |
| 1997                | Ørn-Horten          | 2D                  | ?          | ?          | CN              | ?               | ?               | -                  | -                  | -                  | -          | -          | -          | ?      | ?      |
| 1998                | Ørn-Horten          | 2D                  | ?          | ?          | CN              | ?               | ?               | -                  | -                  | -                  | -          | -          | -          | ?      | ?      |
| 1999                | Ørn-Horten          | 2D                  | ?          | ?          | CN              | ?               | ?               | -                  | -                  | -                  | -          | -          | -          | ?      | ?      |
| 2000                | Sandefjord          | 1D                  | 21         | 3          | CN              | ?               | ?               | -                  | -                  | -                  | -          | -          | -          | 21+    | 3+     |
| 2001                | Ørn-Horten          | 1D                  | 9          | 3          | CN              | ?               | ?               | -                  | -                  | -                  | -          | -          | -          | 9+     | 3+     |
| 2002                | Sandefjord          | 1D                  | 26+2       | 14+0       | CN              | ?               | ?               | -                  | -                  | -                  | -          | -          | -          | 28+    | 14+    |
| gen.-ago. 2003      | Sandefjord          | 1D                  | 19         | 9          | CN              | 3               | 2               | -                  | -                  | -                  | -          | -          | -          | 22     | 11     |
| Totale Sandefjord   | Totale Sandefjord   | Totale Sandefjord   | 66+2       | 26+0       |                 | 3+              | 2+              |                    | -                  | -                  |            | -          | -          | 72+    | 28+    |
| ago.-dic. 2003      | Vålerenga           | ES                  | 8+1        | 0          | CN              | -               | -               | CU                 | 5                  | 0                  | -          | -          | -          | 14     | 0      |
| 2004                | Vålerenga           | ES                  | 25         | 2          | CN              | 3               | 0               | -                  | -                  | -                  | -          | -          | -          | 28     | 2      |
| 2005                | Rubin Kazan'        | PL                  | 18         | 2          | CR              | ?               | ?               | -                  | -                  | -                  | -          | -          | -          | ?      | ?      |
| 2006                | Rubin Kazan'        | PL                  | 12         | 1          | CR              | ?               | ?               | CU                 | 4                  | 0                  | -          | -          | -          | ?      | ?      |
| Totale Rubin Kazan' | Totale Rubin Kazan' | Totale Rubin Kazan' | 30         | 3          |                 | ?               | ?               |                    | 4                  | 0                  |            | -          | -          | 34+    | 3+     |
| 2007                | Vålerenga           | ES                  | 21         | 4          | CN              | 3               | 0               | CU                 | 5                  | 0                  | -          | -          | -          | 29     | 4      |
| 2008                | Vålerenga           | ES                  | 1          | 0          | CN              | 0               | 0               | -                  | -                  | -                  | -          | -          | -          | 1      | 0      |
| Totale Vålerenga    | Totale Vålerenga    | Totale Vålerenga    | 22         | 4          |                 | 3               | 0               |                    | 5                  | 0                  |            | -          | -          | 30     | 4      |
| 2009                | HamKam              | 1D                  | 21         | 0          | CN              | ?               | ?               | -                  | -                  | -                  | -          | -          | -          | 21+    | 0+     |
| 2010                | Ørn-Horten          | 2D                  | ?          | ?          | CN              | ?               | ?               | -                  | -                  | -                  | -          | -          | -          | ?      | ?      |
| 2011                | Ørn-Horten          | 2D                  | ?          | ?          | CN              | ?               | ?               | -                  | -                  | -                  | -          | -          | -          | ?      | ?      |
| 2012                | Ørn-Horten          | 2D                  | ?          | ?          | CN              | ?               | ?               | -                  | -                  | -                  | -          | -          | -          | ?      | ?      |
| 2013                | Ørn-Horten          | 3D                  | ?          | ?          | CN              | ?               | ?               | -                  | -                  | -                  | -          | -          | -          | ?      | ?      |
| 2014                | Ørn-Horten          | 2D                  | ?          | ?          | CN              | ?               | ?               | -                  | -                  | -                  | -          | -          | -          | ?      | ?      |
| Totale Ørn-Horten   | Totale Ørn-Horten   | Totale Ørn-Horten   | ?          | ?          |                 | ?               | ?               |                    | -                  | -                  |            | -          | -          | ?      | ?      |
| 2015                | Ørn-Horten 2        | 4D                  | ?          | ?          | -               | -               | -               | -                  | -                  | -                  | -          | -          | -          | ?      | ?      |
| 2016                | Fremad Famagusta    | 4D                  | ?          | ?          | -               | -               | -               | -                  | -                  | -                  | -          | -          | -          | ?      | ?      |
| Totale              | Totale              | Totale              | ?          | ?          |                 | ?               | ?               |                    | ?                  | ?                  |            | -          | -          | ?      | ?      |